# Luidia penangensis
Luidia penangensis är en sjöstjärneart som beskrevs av deLoriol 1891. Luidia penangensis ingår i släktet Luidia och familjen sprödsjöstjärnor. Inga underarter finns listade i Catalogue of Life.